# Печурки
Печурките (Agaricus) са род базидиеви гъби от семейство Печуркови (Agaricaceae). Имат гуглести плодни тела и спорообразуващ слой под формата на пластинки. Характерни за тях са розовите пластинки (с възрастта – все по-кафяви) и шоколадено-кафявият споров прашец. Младите гугли са кълбовидни, а пластинките са скрити поради наличието на було. По-късно булото се разцепва, оставяйки пръстенче около стъблото. Най-добре познатият член от този род е култивираната печурка (A. bisporus), която се отглежда по цял свят и се продава прясна в младо състояние.
Таксономичен синоним на този род е Psalliota.
Видовете печурки се разделят в секции и подсекции според техните физически и химически характеристики. Основните секции са:
- Xanthodermatei – печурки с мирис на фенол, пожълтяващо месо и токсичност;
- Sanguinolenti – печурки с по-тъмно оцветяване и червенеещо месо;
- Minores – дребни печурки с тънко и крехко стъбло. Месото им пожълтява с или без KOH(aq);
- Arvenses – високи печурки с мирис на анасон. Растат на групи. Месото пожълтява с или без KOH(aq);
- Agaricus – печурки с непроменящо цвета си месо, розови пластинки и тънко було при младите плодни тела.

## Видове в този род
Това е списък на основните видове Agaricus, срещани в България.
- Горско-ливадна печурка (Agaricus arvensis) – секция Arvenses
- Царска печурка (Agaricus augustus) – секция Arvenses
- Култивирана печурка (Agaricus bisporus) – секция Agaricus
- Двупръстенна печурка (Agaricus bitorquis) – секция Agaricus
- Полска печурка (Agaricus campestris) – секция Agaricus
- Agaricus excellens – секция Arvenses
- Agaricus haemorrhoidarius – секция Sanguinolenti
- Едроспорова печурка (Agaricus macrosporus) – секция Arvenses
- Agaricus semotus – секция Minores
- Горска печурка (Agaricus silvaticus) – секция Sanguinolenti
- Охрена горска печурка (Agaricus silvicola) – секция Arvenses
- Карболова печурка (Agaricus xanthodermus) – секция Xanthodermatei

Прекаляването с тази гъба може човек да получи силни стомашни болки. Има и отровни гъби печурки с кафяви реснички, които понякога причиняват мъчителна смърт но понякога се разминава със силна болка в стомаха.